# Hymenocephalus nascens
Hymenocephalus nascens är en fiskart som beskrevs av Gilbert och Hubbs 1920. Hymenocephalus nascens ingår i släktet Hymenocephalus och familjen skolästfiskar. Inga underarter finns listade i Catalogue of Life.